# صحت آباد (مقاطعة اشتهارد)
صحت‌آباد (بالفارسية: صحت‌آباد) هي قرية تقع في مقاطعة إشتهارد في إيران. يقدر عدد سكانها بـ 719 نسمة .